# Emma Cooke
Emma Cooke (Fayetteville, Pennsilvània 1848 - Washington D. C. 1929) va ser una tiradora amb arc nord-americana, guanyadora de tres medalles olímpiques.

## Biografia
Va néixer el 7 de setembre de 1848 a la ciutat de Fayetteville, població situada a l'estat de Pennsilvània.
Va morir el 22 de gener de 1929 a la ciutat de Washington D. C., població situada al Districte de Colúmbia i capital del país.

## Carrera esportiva
Va participar, als 55 anys, en els Jocs Olímpics d'Estiu de 1904 realitzats a Saint Louis (Estats Units), on aconseguir guanyar la medalla de plata en les proves de les anomenades ronda Nacional, ronda Columbia i finalment en la prova per equips.